# 금색 공책
《금색 공책》 (The Golden Notebook )은 도리스 레싱의 1962년 소설이다. 정신적, 사회적 붕괴를 탐구하는 그녀의 작업으로, 이 소설은 반전 및 반 스탈린주의 메시지, 1930년대부터 1950년대까지 영국 의 공산주의와 공산당에 대한 확장된 분석 , 그리고 싹트고 있는 성 혁명과 여성 해방 운동에 대한 조사를 포함한다.

## 줄거리 요약
작가 안나의 이야기이다. 그녀는 그녀의 삶을 기록한 네 개의 공책와 그것들을 다섯 번째 금색 공책으로 묶으려는 시도를 했다.
안나의 경험은 검정(남로디지아에서의 경험), 빨강(공산당 당원으로서의 경험), 노랑(안나 자신의 연애의 고통스러운 결말을 바탕으로 쓰여지고 있는 진행중인 소설), 파랑(안나의 기억, 꿈, 감정적 삶을 기록하는 개인 일기장).
레싱은 독자와 평론가가 소설의 진지한 주제에 주의를 기울여야 한다고 주장했지만 등장인물과 독자를 끌어들이는 "놀이" 공간을 갖춘 이 포스트모던한 스타일은 이 책의 가장 유명한 특징 중 하나이다.